# 인도차이나 은행
인도차이나 은행(프랑스어: Banque de l'Indochine)은 1875년 프랑스 파리에서 프랑스 식민지 개척을 위해 설립된 은행이였다. 1952년까지 중앙은행의 많은 특징을 가지면서 인도차이나에서 발행 은행으로서 (그리고 프랑스 태평양 영토에서 1967년까지), 프랑스령 인도차이나, 프랑스령 인도, 누벨칼레도니, 프랑스령 폴리네시아, 지부티의 금융 역사에 중요한 역할을 했다. 제2차 세계대전 이후 발행특권을 상실했지만 프랑스 투자은행으로 재탄생했고 사우디아라비아, 남아프리카공화국 등 다른 나라에서도 새로운 벤처기업을 개발했다.

## 참조
1. ↑  George S. Cuhaj, 편집. (2009). 《Standard Catalog of World Paper Money》. 1: Specialized Issues. Krause Publications. ISBN 978-1440204500.